# Campeonato Europeu de Atletismo em Pista Coberta de 2021 - 60 m com barreiras feminino
A prova dos 60 metros com barreiras feminino do Campeonato Europeu de Atletismo em Pista Coberta de 2021 foi disputada entre os dias 6 e 7 de março de 2021 na Arena Toruń, em Toruń, na Polónia.

## Recordes
Antes desta competição, os recordes mundiais e do campeonato nesta prova eram os seguintes:
|                       | Nome                  | Nacionalidade   | Tempo | Local     | Data                    |
| --------------------- | --------------------- | --------------- | ----- | --------- | ----------------------- |
| Recorde mundial       | Susanna Kallur        | Suécia          | 7s 68 | Karlsruhe | 10 de fevereiro de 2008 |
| Recorde do campeonato | Lyudmila Narozhilenko | União Soviética | 7s 74 | Glasgow   | 4 de março de 1990      |
| Recorde europeu       | Susanna Kallur        | Suécia          | 7s 68 | Karlsruhe | 10 de fevereiro de 2008 |

## Medalhistas
| Ouro                | Prata              | Bronze               |
| Nadine Visser (NED) | Cindy Sember (GBR) | Tiffany Porter (GBR) |

## Cronograma
Todos os horários são locais (UTC +1).
| Data       | Hora  | Evento    |
| ---------- | ----- | --------- |
| 6 de março | 12:10 | Bateria   |
| 7 de março | 13:30 | Semifinal |
| 7 de março | 17:15 | Final     |

## Resultados

### Bateria
Qualificação: 3 atletas de cada bateria (Q) mais os 6 melhores qualificados (q).
| Posição | Bateria | Atleta               | Nacionalidade | Tempo | Notas                |
| ------- | ------- | -------------------- | ------------- | ----- | -------------------- |
| 1       | 5       | Nadine Visser        | Países Baixos | 7.92  | Q                    |
| 2       | 3       | Pia Skrzyszowska     | Polónia       | 7.96  | Q,                   |
| 3       | 6       | Karolina Kołeczek    | Polónia       | 7.98  | Q                    |
| 4       | 1       | Elvira Herman        | Bielorrússia  | 7.99  | Q                    |
| 5       | 5       | Cindy Sember         | Reino Unido   | 7.99  | Q,                   |
| 6       | 4       | Luminosa Bogliolo    | Itália        | 8.01  | Q                    |
| 6       | 1       | Zoë Sedney           | Países Baixos | 8.01  | Q                    |
| 8       | 4       | Nooralotta Neziri    | Finlândia     | 8.03  | Q                    |
| 9       | 2       | Luca Kozák           | Hungria       | 8.04  | Q                    |
| 10      | 2       | Tiffany Porter       | Reino Unido   | 8.04  | Q                    |
| 11      | 3       | Ditaji Kambundji     | Suíça         | 8.05  | Q, EU20L             |
| 12      | 2       | Anne Zagré           | Bélgica       | 8.06  | Q                    |
| 13      | 5       | Sarah Lavin          | Irlanda       | 8.06  | Q,                   |
| 14      | 1       | Teresa Errandonea    | Espanha       | 8.09  | Q                    |
| 15      | 5       | Sviatlana Parakhonka | Bielorrússia  | 8.10  | q                    |
| 16      | 3       | Laeticia Bapte       | França        | 8.11  | Q                    |
| 17      | 1       | Elisa Di Lazzaro     | Itália        | 8.13  | q,                   |
| 18      | 4       | Markéta Štolová      | Chéquia       | 8.14  | Q                    |
| 19      | 3       | Karin Strametz       | Áustria       | 8.17  | q,                   |
| 20      | 2       | Beate Schrott        | Áustria       | 8.19  | q                    |
| 21      | 3       | Eline Berings        | Bélgica       | 8.19  | q                    |
| 22      | 6       | Noemi Zbären         | Suíça         | 8.20  | Q                    |
| 23      | 2       | Helena Jiranová      | Chéquia       | 8.21  | q, =                 |
| 24      | 6       | Stanislava Škvarková | Eslováquia    | 8.21  | Q                    |
| 25      | 1       | Gréta Kerekes        | Hungria       | 8.21  |                      |
| 26      | 2       | Hanna Plotitsyna     | Ucrânia       | 8.22  |                      |
| 27      | 6       | Xenia Benach         | Espanha       | 8.22  |                      |
| 28      | 6       | Cyréna Samba-Mayela  | França        | 8.22  |                      |
| 29      | 4       | Kreete Verlin        | Estónia       | 8.24  |                      |
| 30      | 4       | Emma Nwofor          | Reino Unido   | 8.24  |                      |
| 31      | 1       | Ivana Lončarek       | Croácia       | 8.26  |                      |
| 32      | 6       | Julia Wennersten     | Suécia        | 8.27  |                      |
| 33      | 6       | Diana Suumann        | Estónia       | 8.27  |                      |
| 34      | 6       | Klara Koščak         | Croácia       | 8.27  |                      |
| 35      | 4       | Caridad Jerez        | Espanha       | 8.29  |                      |
| 36      | 5       | Anja Lukić           | Sérvia        | 8.29  |                      |
| 37      | 3       | Hanna Chubkovtsova   | Ucrânia       | 8.30  |                      |
| 38      | 3       | Elisavet Pesiridou   | Grécia        | 8.31  | Recorde da temporada |
| 39      | 5       | Anastasiya Mokhnyuk  | Ucrânia       | 8.34  |                      |
| 40      | 1       | Selina von Jackowski | Suíça         | 8.36  |                      |
| 41      | 2       | Mette Graversgaard   | Dinamarca     | DNF   |                      |
| 41      | 4       | Ruslana Rashkovan    | Bielorrússia  | DNF   |                      |
| 43      | 5       | Anamaria Nesteriuc   | Roménia       | DSQ   | R16.7.1              |
| 43      | 3       | Anni Siirtola        | Finlândia     | DSQ   | R16.7.1              |

### Semifinal
Qualificação: 2 atletas de cada bateria (Q) mais os 2 melhores qualificados (q).
| Posição | Bateria | Atleta               | Nacionalidade | Tempo | Notas           |
| ------- | ------- | -------------------- | ------------- | ----- | --------------- |
| 1       | 2       | Nadine Visser        | Países Baixos | 7.86  | Q               |
| 2       | 3       | Pia Skrzyszowska     | Polónia       | 7.88  | Q,              |
| 3       | 2       | Cindy Sember         | Reino Unido   | 7.89  | Q, =            |
| 4       | 1       | Nooralotta Neziri    | Finlândia     | 7.97  | Q               |
| 5       | 1       | Tiffany Porter       | Reino Unido   | 7.98  | Q               |
| 6       | 2       | Luca Kozák           | Hungria       | 7.98  | q,              |
| 7       | 3       | Luminosa Bogliolo    | Itália        | 7.99  | Q,              |
| 7       | 3       | Zoë Sedney           | Países Baixos | 7.99  | q               |
| 9       | 3       | Sarah Lavin          | Irlanda       | 8.07  |                 |
| 10      | 1       | Elvira Herman        | Bielorrússia  | 8.07  |                 |
| 11      | 3       | Ditaji Kambundji     | Suíça         | 8.07  |                 |
| 12      | 2       | Anne Zagré           | Bélgica       | 8.08  |                 |
| 13      | 1       | Teresa Errandonea    | Espanha       | 8.10  |                 |
| 14      | 1       | Karolina Kołeczek    | Polónia       | 8.12  |                 |
| 15      | 1       | Elisa Di Lazzaro     | Itália        | 8.12  | Recorde pessoal |
| 16      | 1       | Laeticia Bapte       | França        | 8.13  |                 |
| 17      | 1       | Karin Strametz       | Áustria       | 8.13  | Recorde pessoal |
| 18      | 2       | Sviatlana Parakhonka | Bielorrússia  | 8.15  |                 |
| 19      | 2       | Noemi Zbären         | Suíça         | 8.15  |                 |
| 20      | 3       | Beate Schrott        | Áustria       | 8.17  | =               |
| 21      | 3       | Markéta Štolová      | Chéquia       | 8.20  |                 |
| 22      | 2       | Stanislava Škvarková | Eslováquia    | 8.23  |                 |
| 23      | 2       | Helena Jiranová      | Chéquia       | 8.25  |                 |
| 24      | 3       | Eline Berings        | Bélgica       | DNS   |                 |

### Final
A final aconteceu às 17:15 no dia 7 de março de 2021.
| Posição           | Raia | Atleta            | Nacionalidade | Tempo | Notas |
| ----------------- | ---- | ----------------- | ------------- | ----- | ----- |
| Medalha de ouro   | 5    | Nadine Visser     | Países Baixos | 7.77  | ,     |
| Medalha de prata  | 6    | Cindy Sember      | Reino Unido   | 7.89  |       |
| Medalha de bronze | 8    | Tiffany Porter    | Reino Unido   | 7.92  |       |
| 4                 | 3    | Nooralotta Neziri | Finlândia     | 7.93  |       |
| 5                 | 4    | Pia Skrzyszowska  | Polónia       | 7.95  |       |
| 6                 | 7    | Luminosa Bogliolo | Itália        | 7.99  | =     |
| 7                 | 2    | Zoë Sedney        | Países Baixos | 8.00  |       |
| 8                 | 1    | Luca Kozák        | Hungria       | 8.01  |       |

Legenda
| Recorde mundial       | Recorde mundial (World record)               |                       | Recorde africano                      | Recorde africano (African) |                                           | Q | Classificado por posição (Qualified) |
| Recorde do campeonato | Recorde do campeonato (Championship record)  | Recorde da América    | Recorde da América (Americas)         | q                          | Classificado por melhor tempo (Qualified) |   |                                      |
| Melhor marca do ano   | Melhor marca do ano (World leading)          | Recorde asiático      | Recorde asiático (Asian)              | DNS                        | Não largou (Did not start)                |   |                                      |
| Recorde nacional      | Recorde nacional (National record)           | Recorde europeu       | Recorde europeu (European)            | DNF                        | Não terminou (Did not finish)             |   |                                      |
| Recorde pessoal       | Recorde pessoal do atleta (Personal best)    | Recorde da Oceania    | Recorde da Oceania (Oceania)          | DSQ / DQ                   | Desclassificado (Disqualified)            |   |                                      |
| Recorde da temporada  | Recorde da temporada do atleta (Season best) | Recorde sul-americano | Recorde sul-americano (South America) | NM                         | Sem marca (No mark)                       |   |                                      |